# ترمس (سرده)
ترمس، لوپن یا باقلامصری (نام علمی: Lupinus) نام یک سرده از تبار طاووسی است.

## نگارخانه

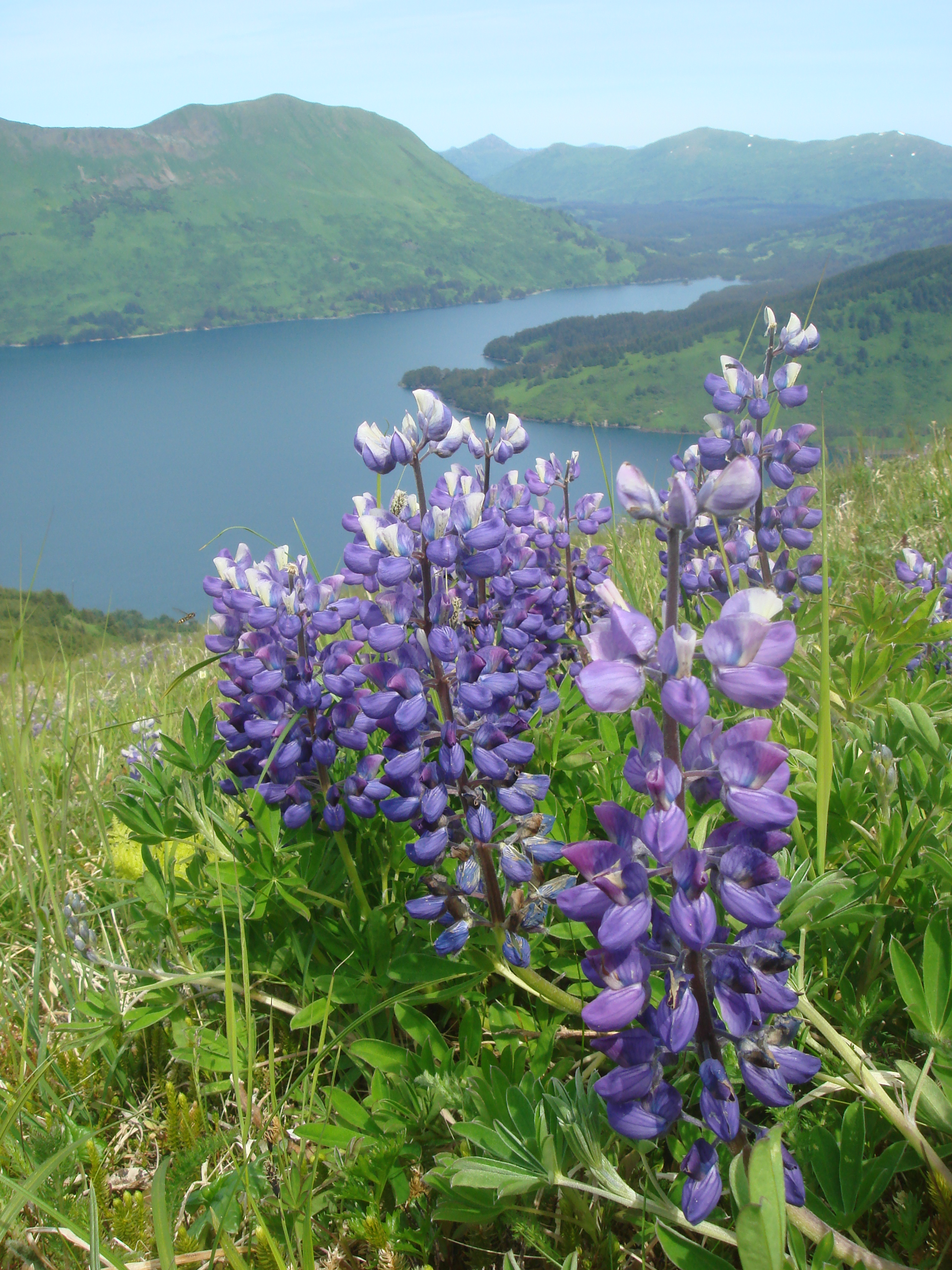
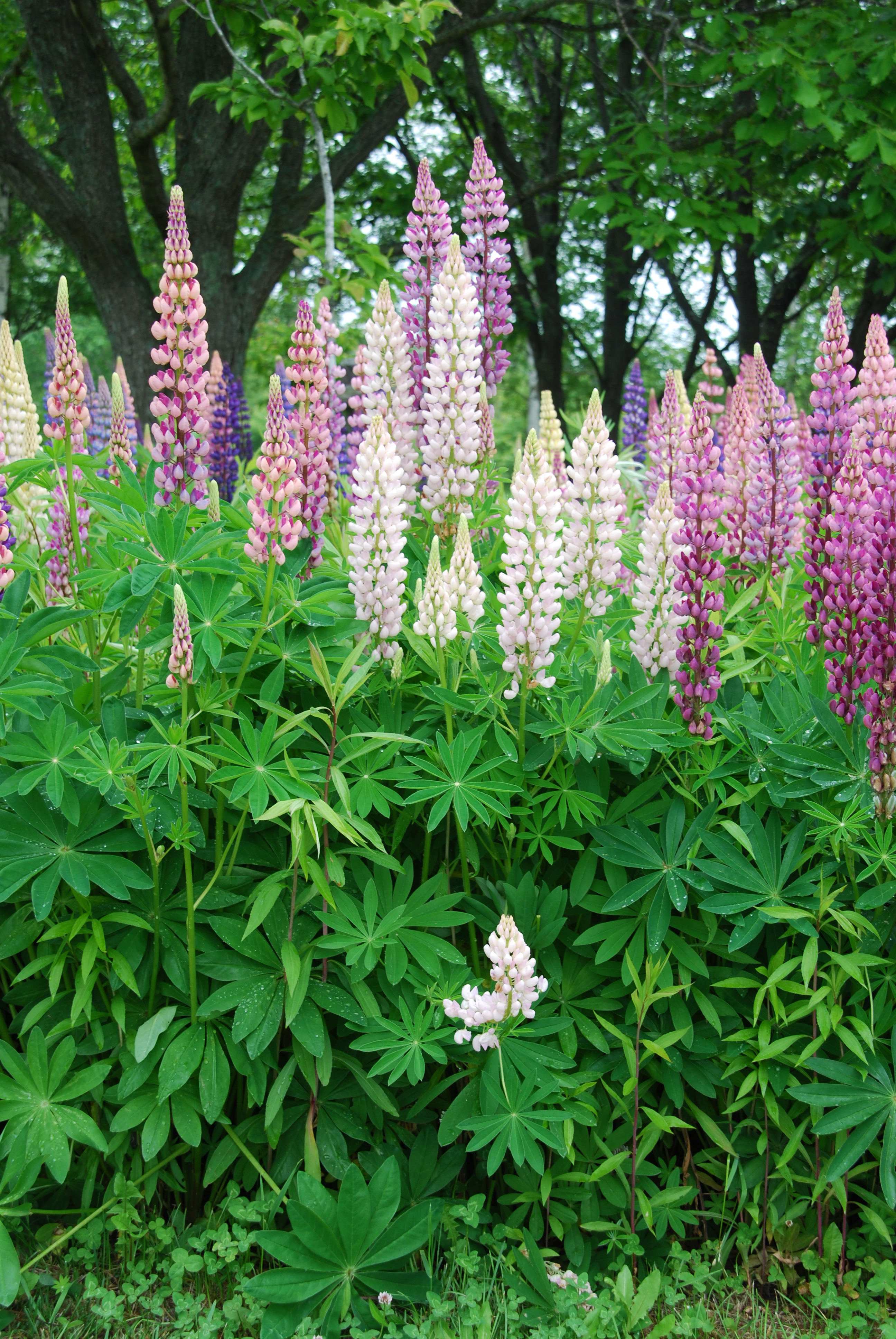
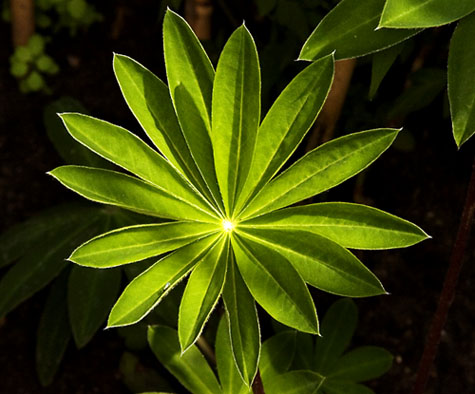
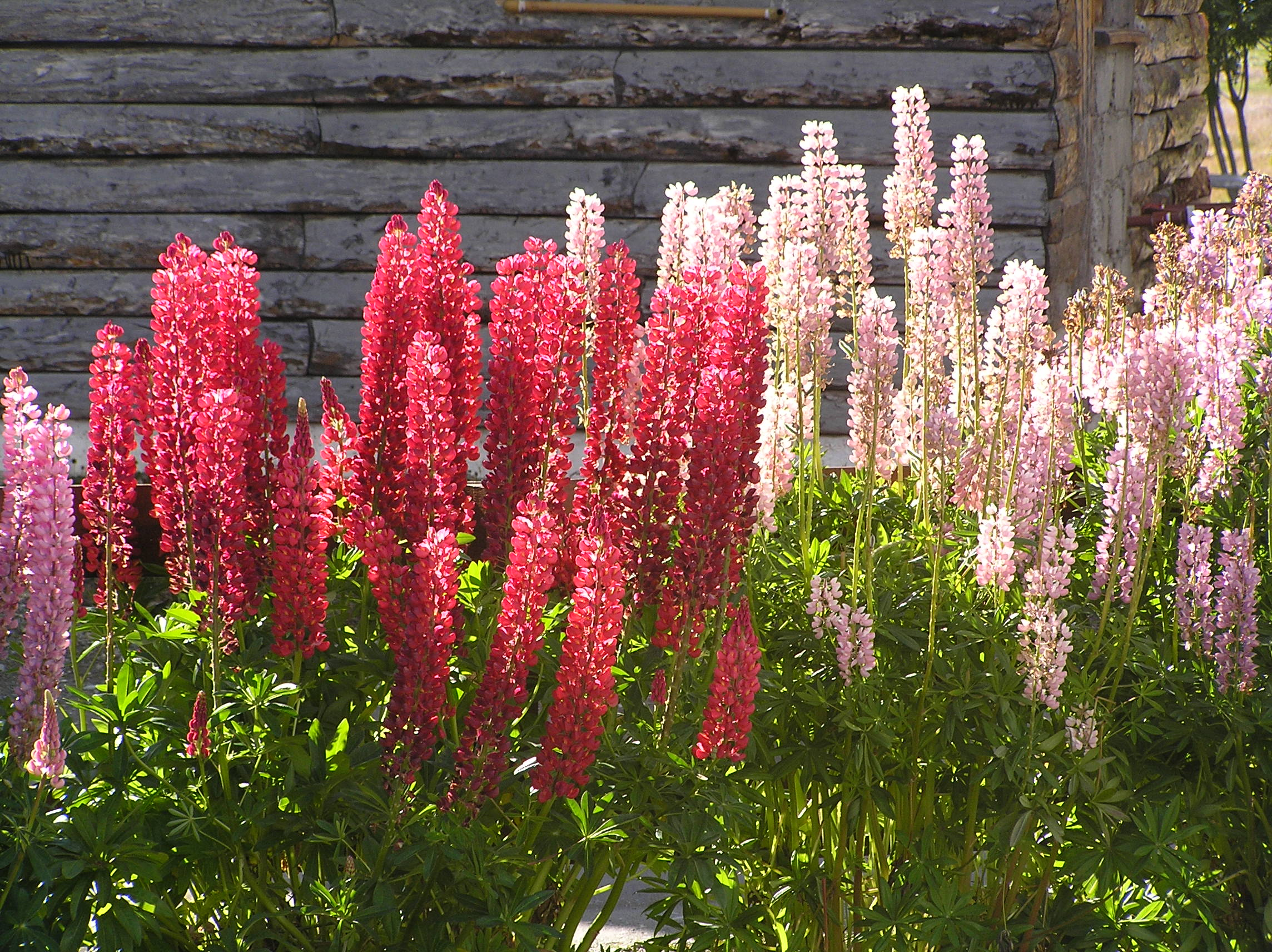
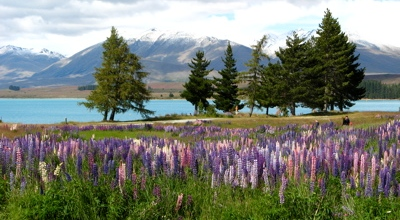